# Arab Political Documents
Arab Political Documents (tytuł angielski; ar. tr. al-Watha'iq al-Arabiyya) – arabskojęzyczne recenzowane czasopismo naukowe poświęcone politologii krajów arabskich wydawane w latach 1963-1982. Jego wydawcą było wydawnictwo uczelniane American University of Beirut. Pierwsze trzy roczniki pisma (1963-1965) opublikowano także w tłumaczeniu na język angielski.  
Redaktorem pisma był Y. Khoury, a jego angielskojęzycznej edycji Walīd al-H̱ālidī i Yusuf Ibish.